# Tricerma orbiculare
Tricerma orbiculare là một loài thực vật có hoa trong họ Dây gối. Loài này được (Willd. ex Roem. & Schult.) Lundell miêu tả khoa học đầu tiên năm 1971.